# バルカン山脈

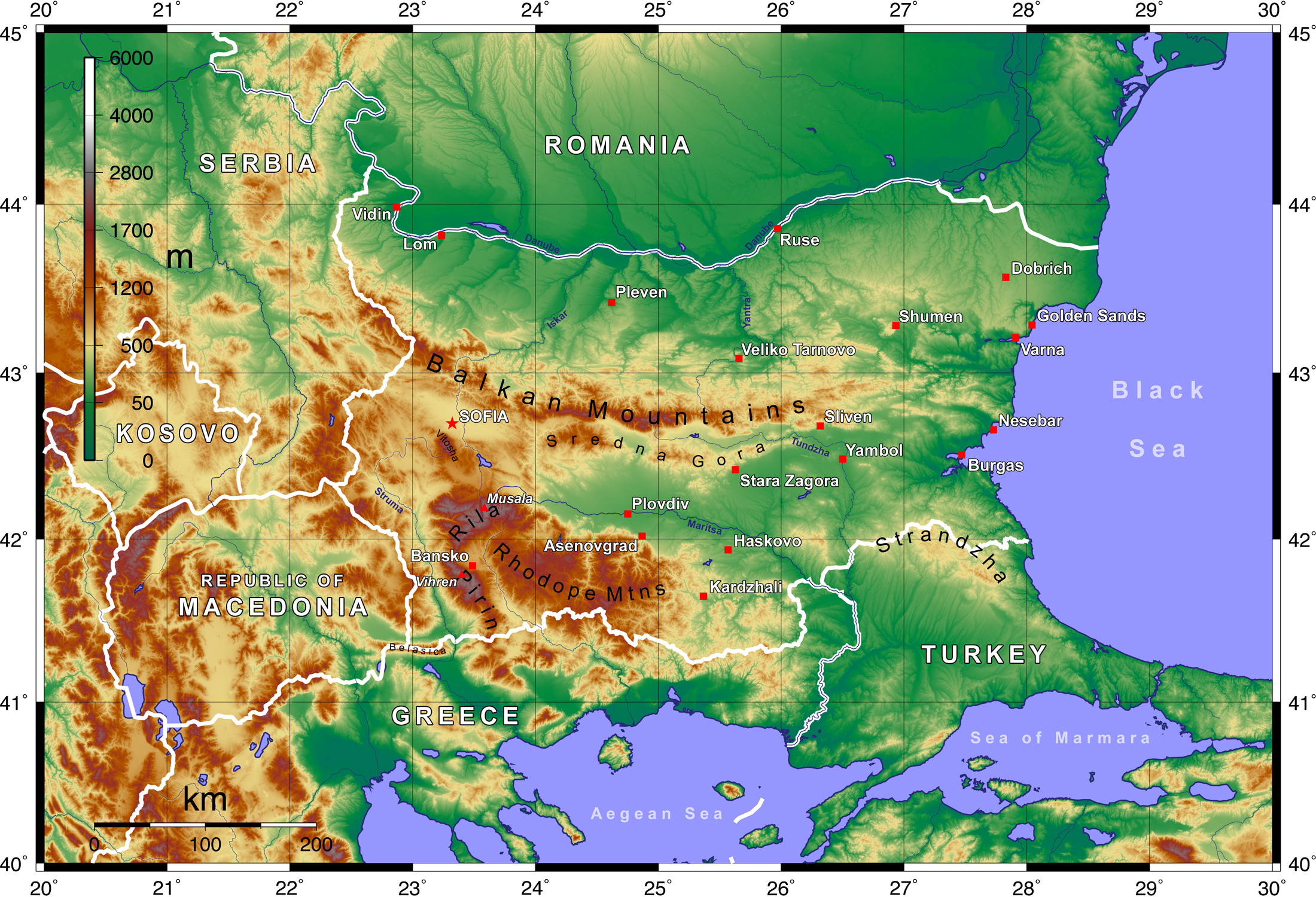
バルカン山脈の地図。図の中央を東西に貫き、北西方向に伸びているのがバルカン山脈である。

バルカン山脈（バルカンさんみゃく）、あるいはスタラ・プラニナ（ブルガリア語・セルビア語:Стара планина / Stara planina、「古い山」の意）は、バルカン半島東部の山脈である。スターラ山脈とも呼ばれる。山脈は、ブルガリアとセルビアの国境をなすヴルシュカ・チュカ峰（ブルガリア語:Връшка чука / Vrashka chuka、セルビア語:Вршка чука / Vrška čuka）から東に560キロメートルにわたって延び、黒海岸のエミネ岬（Нос Емине / Nos Emine）まで続いている。ブルガリア中部で最も高く、最高峰はブルガリア中部の中央バルカン国立公園（Central Balkan National Park、1991年創設）にあるボテフ峰（Връх Ботев / Vrah Botev、2376メートル）である。山脈はバルカン半島の名前の由来ともなっている。バルカン山脈は、ブルガリアの歴史の中で重要な役割を果たしてきており、ブルガリアとブルガリア人の形成と発展に大きく関与している。
かつてはハイモス山（Haemus Mons）と呼ばれていた。ハイモス（ギリシャ語ではアイモス Αίμου）とは、トラキア語で「山脈」を意味する「*saimon」に由来していると考えられている。このほかにバルカン山脈は、アエモン（Aemon）、ハイミモンス（Haemimons）、ヘム（Hem）、エムス（Emus）や、スラヴ語のマトルニ・ゴリ（Matorni gori）、トルコ語のコジャ・バルカン（Koca Balkan）、あるいは単にバルカン（Balkan）などの呼び名がある

## 動植物
バルカン山脈はその動植物相にも特徴がある。コジャ・ステナ自然保護区（Козята стена / Kozyata stena）地域にはウスユキソウが生息している。中央バルカン国立公園の特徴的な風景は、急峻な崖や生い茂る植生などであり、バルカン半島でもっとも高い滝もある。チュプレネ（Чупрене）やコジャナ・ステナなどの重要な自然保護区があり、ヒグマやオオカミ、イノシシ、シャモア（バルカンシャモア）、シカなど、ヨーロッパで見られる大型動物種の多くがここで見られる。また、ヨーロッパユキハタネズミ、ジリス、シロハラヒメメクラネズミ、オオヤマネ、ベヒシュタインホオヒゲコウモリなどの小型の哺乳類やハンエリヒタキ、オオアカゲラ、シロエリハゲワシ、クロハゲワシ、ヒゲワシ、セーカーハヤブサなどの鳥類も生息している。
ブルガリア国内の中央バルカン国立公園は1977年以降にユネスコの生物圏保護区に指定されており、一部は世界遺産の「カルパティア山脈とヨーロッパ各地の古代及び原生ブナ林」に指定されている。

## 地理

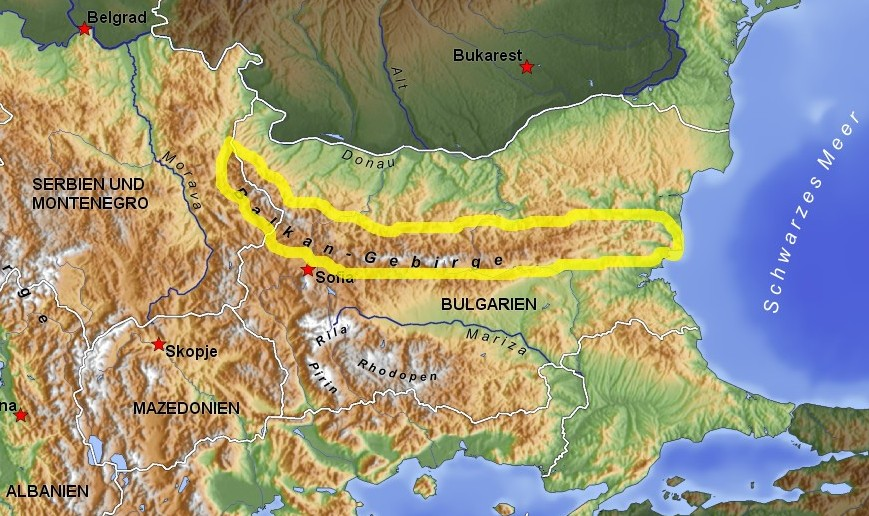
右中央上方を走るのがバルカン山脈。その南にかたまっているのがピリン山脈、リラ山脈、ロドピ山脈。

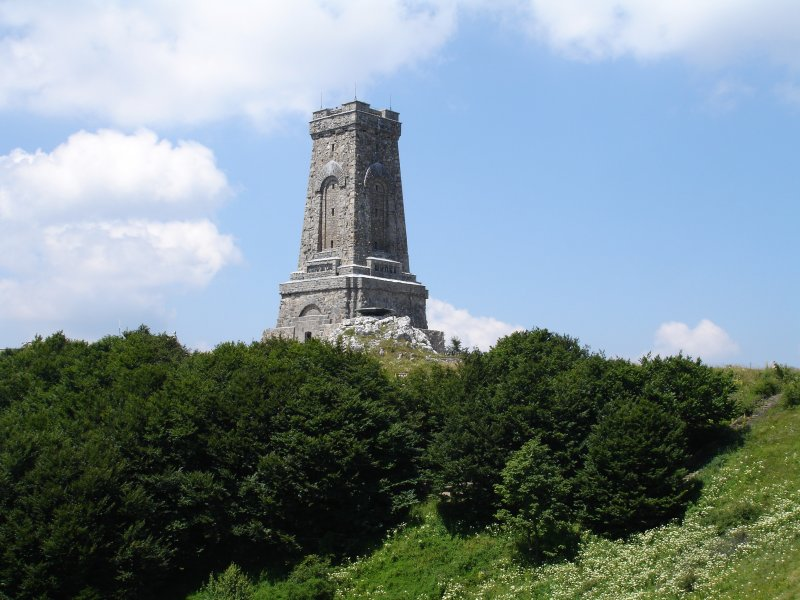
シプカ峠の記念碑

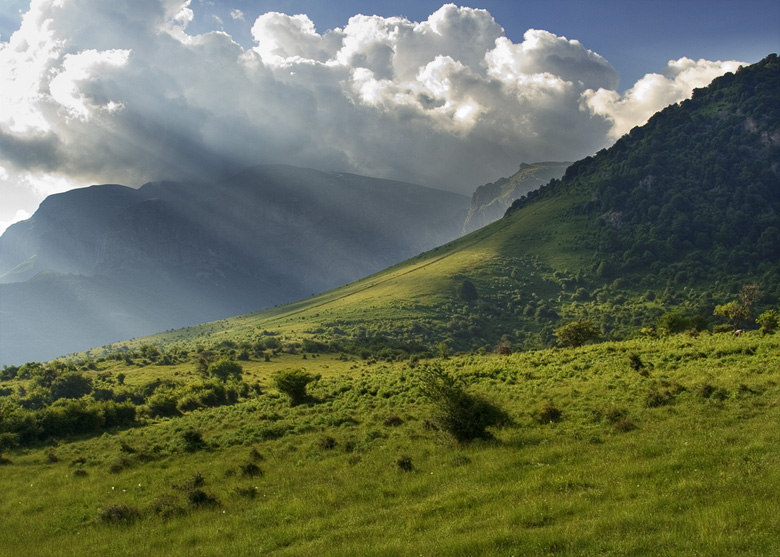
中央バルカン山脈

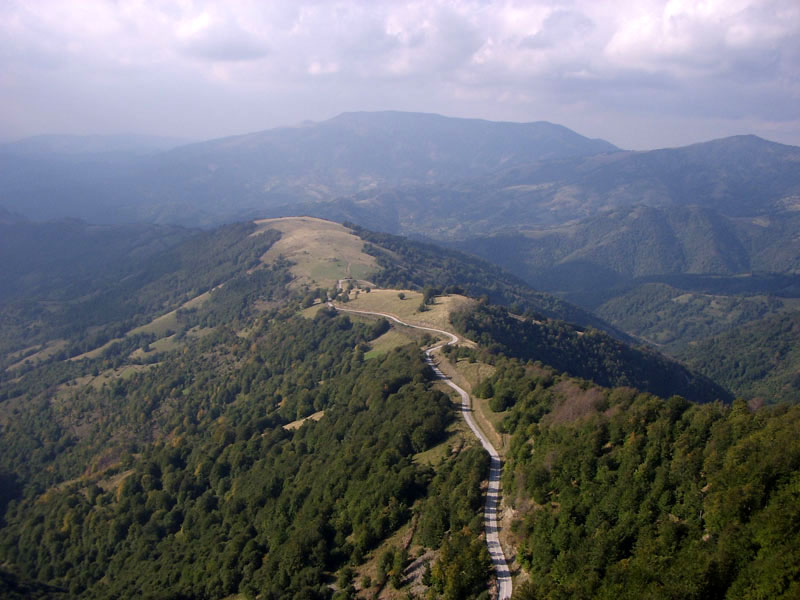
セルビアのバルカン山脈

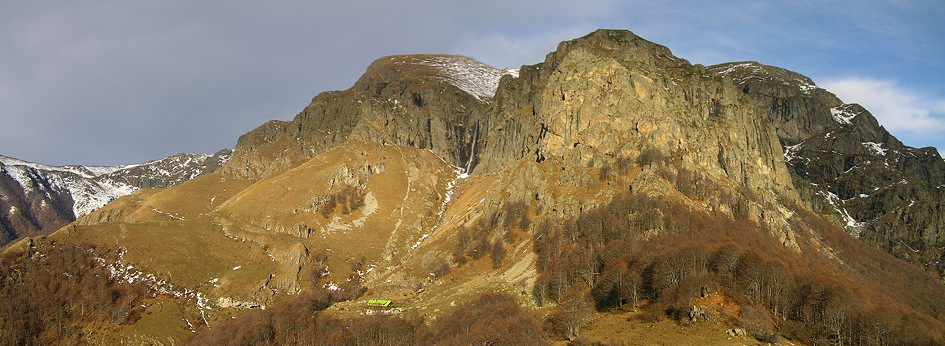
ライ山小屋（Рай）より中央バルカン山脈を望む。中央に見えるのは、バルカン半島でもっとも高いライスコ・プルスカロ（Райско пръскало / Raysko Praskalo）の滝

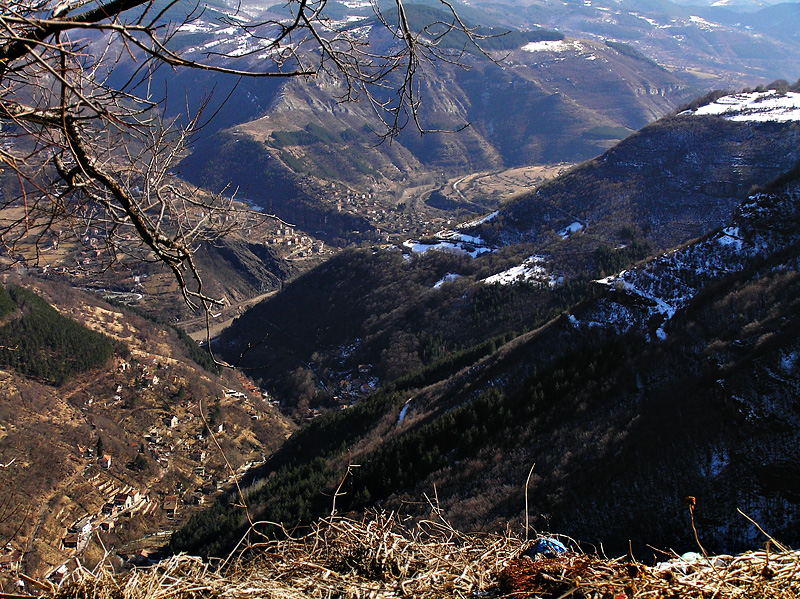
バルカン山脈の渓谷の中を流れるイスクル川（Искър / Iskar）

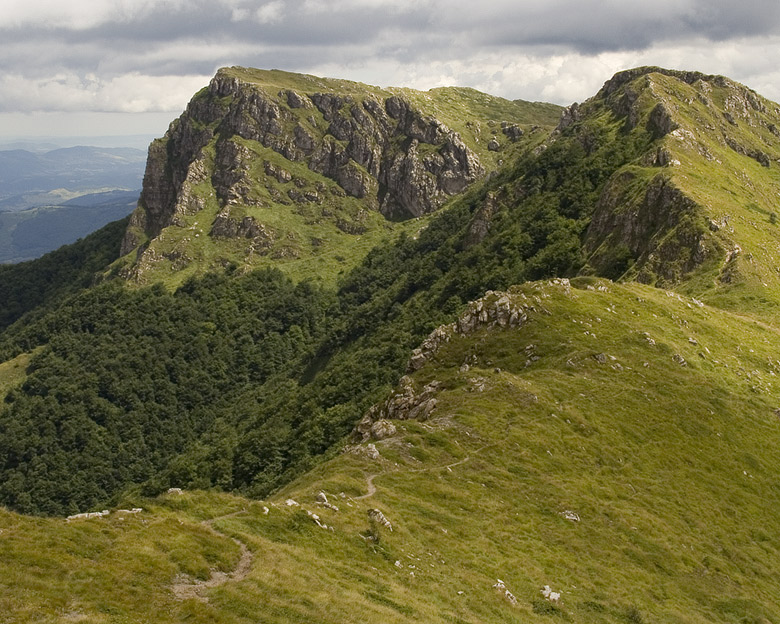
コジャ・ステナ自然保護区

地質学的にはバルカン山脈は新しい山脈であり、アジアからヨーロッパにかけて続くアルプス・ヒマラヤ造山帯の一部を成している。バルカン山脈は大きく2つに分けられ、東西に伸びる主部と、主部の西端から北西方向に伸びる前バルカンから構成される。前バルカンは北に進むにつれて次第に低くなってドナウ平原に埋没し、一方で東西に伸びる主部はセルビア・ブルガリア国境から黒海へと続き、山脈の南に沿って11の渓谷が連なって下バルカン渓谷が形成されており、渓谷はバルカン山脈とその南のスレドノゴリエ（Средногорие / Srednogorie、スレドナ・ゴラ山脈やヴィトシャ山などから成る）とを隔てている。
バルカン山脈はおよそ30の山塊から成っている。山脈は大きく3つの部分に分けられる:
- 西バルカン山脈 - セルビア国境のヴルシュカ・チュカ峰からアラバコナク峠（英語版）（Арабаконак / Arabakonak）までの190キロメートル。最高峰はミジュル峰 / ミジョル峰（英語版）（ブルガリア語:Миджур / Midzhur、セルビア語:Миџор / Midžor、2169メートル）。
- 中央バルカン山脈 - アラバコナク峠からヴラトニク峠（英語版）（Вратник / Vratnik）までの207キロメートル。最高峰はボテフ峰（英語版）（2376メートル）
- 東バルカン山脈 - ヴラトニク峠からエミネ岬（英語版）までの160キロメートル。最高峰はブルガルカ峰（ブルガリア語版）（Българка  / Balgarka、1181メートル）。東バルカン山脈は全体では最も低い。

バルカン山脈は分水嶺を形成しており、その北の川はドナウ川へ、南の川はエーゲ海へと流れている。しかし、ブルガリアで最長の川であるイスクル川（Искър / Iskar）はバルカン山脈を横切って南から北へ流れており、その周りには急峻なイスクル渓谷（Искърски пролом / Iskar prolom）が形作られている。バルカン山脈を水源とし、北方向にドナウ川へと注ぎ込んでいる川には、ティモク川（Тимок / Timok）、アルチャル川（Арчар / Archar）、ロム川（Лом / Lom）、ツィブリツァ川（Цибрица / Tsibritsa）、オゴスタ川（Огоста / Ogosta）、スクト川（Скът / Skat）、ヴィト川（Вит / Vit）、オスム川（Осъм / Osam）、ヤントラ川（Янтра / Yantra）、ルセンスキ・ロム川（Русенски Лом / Rusenski Lom）がある。また、山脈はカムチヤ川（Камчия / Kamchiya）、トゥンジャ川、ストリャマ川（Стряма / Stryama）の水源ともなっており、この川は直接黒海へと注いでいる。ブルガリアの他の地域ほどではないが、ヴルシェツやシプコヴォ（Шипково / Shipkovo、トロヤン市）、ヴォネシタ・ヴォダ（Вонеща вода / Voneshta Voda、ヴェリコ・タルノヴォ市）などの温泉街がある。

### 峠
山脈には20の峠と2つの渓谷がある。バルカン山脈を横断する舗装された道路がある場所は以下の通り（西から順に）:
- ペトロハン峠（英語版）（ Петрохански проход / Petrohanski prohod）: ソフィア - モンタナ
- イスクル渓谷（ Искърски пролом / Iskarski prolom）: ソフィア - ヴラツァ（鉄道も通過）
- ヴィティニャ峠（英語版）（Витиня / Vitinya）: ヘムス高速道路（英語版）（Hemus motorway、A2）、ソフィア - ボテヴグラト（英語版）
- トロヤン峠（英語版）（Троянски проход / Troyanski prohod）: トロヤン - ソポト
- シプカ峠（ Шипченски проход / Shipchenski prohod）: ガブロヴォ - カザンラク（鉄道も通過）
- 共和国峠（英語版）（Проход на Републиката / Prohod na Republikata）: ヴェリコ・タルノヴォ - グルコヴォ（英語版）
- ヴラトニク峠（英語版）（Вратник / Vratnik）: エレナ - スリヴェン
- コテル峠（英語版）（Котленски проход / Kotlenski prohod）: コテル（英語版） - ストラルジャ、ペトラチカ交差点（Пътен възел "Петолъчката"）
- ヴルビツァ峠（英語版）（Върбишки проход / Varbishki prohod）: シュメン - ストラルジャ、ペトラチカ交差点（Пътен възел "Петолъчката"）
- リシュ峠（英語版）（Ришки проход / Rishki prohod）: シュメン - カルノバト
- ルダ・カムチヤ渓谷（英語版）（Лудокамчийски пролом / Ludokamchiyski prolom）: プロヴァディヤ - カルノバト（鉄道も通過）
- アイトス峠（ブルガリア語版）（Айтоски проход / Aytoski prohod） - プロヴァディヤ - アイトス
- デュリノ峠（英語版）（Дюлински проход / Dyulinski prohod）: ヴァルナ - アイトス
- オブゾル峠（英語版）（Обзор / Obzorski prohod）: ヴァルナ - ブルガス、将来的にはチェルノ・モレ高速道路（英語版）（Cherno More motorway、A5）も

### 峰
- ボテフ峰（英語版） Връх Ботев / Vrah Botev）: 2,376 m (7,795 ft)、フリスト・ボテフ（Христо Ботев / Hristo Botev）にちなんで命名
- ヴェジェン峰（ブルガリア語版）（Вежен / Vezhen）: 2,198 m (7,211 ft)
- ミジュル峰 / ミジョル峰（英語版）（Връх Миджур / Vrah Midzhur）: 2,169 m (7,116 ft)、セルビアおよび北西ブルガリアで最高峰、バルカン半島全域で12番目に高い
- コム峰（英語版）（Връх Ком / Vrah Kom）: 2,016 m (6,614 ft)
- トドリニ峰（Връх Бузлуджа / Vrah  Buzludzha、Todorini Kukli）: 1,785 m (5,856 ft)
- ムルガシュ峰（ブルガリア語版）（Мургаш / Murgash）: 1,687 m (5,535 ft)
- シプカ峰（ブルガリア語版）（Шипка / Shipka）: 1,523 m (4,997 ft)
- ブズルジャ峰（ブルガリア語版）（Бузлуджа / Buzludzha）: 1,441 m (4,728 ft)
- ブルガルカ峰（ブルガリア語版）（Българка / Balgarka）: 1,181 m (3,875 ft)
- レフスキ峰（ブルガリア語版）（Връх Левски / Vlah Levski）: ヴァシル・レフスキ（Васил Левски / Vasil Levski）にちなんで命名

## 歴史
バルカン山脈は681年のブルガリア建国以来、ずっとブルガリアにとって特別で重要な場所であった。第一次ブルガリア帝国にとってこの山脈は、東ローマ帝国のモエシアとを隔てる障壁であり、天然の要塞であった。山脈は、リシュ峠の戦い（759年）やプリスカの戦い（ヴルビツァ峠の戦い811年）、トリャヴナの戦い（1190年）などの、ブルガリア帝国と東ローマ帝国の数多くの戦闘の場となった。ヴルビツァ峠の戦いでは、ブルガリアのハーン・クルムは宿敵の東ローマ軍を打ち破り、皇帝ニケフォロス1世を殺害した。何世紀にもわたって東ローマはこの山を恐れ続け、バルカン山脈への接近の知らせを聞くだけで軍を退却させることが何度かあった。
オスマン帝国支配下では、多くのハイドゥクがバルカン山脈に隠れ家を築いた。山脈でもっとも高いボテフ峰の近くのカロフェル（Kalofer）は、ブルガリアの詩人で国民的英雄のフリスト・ボテフの出生の地であり、ボテフは1876年にオスマン帝国に対する戦いの中でヴラツァにて死去した。また、同じくボテフ峰の近くのシプカ峠は、露土戦争のシプカ峠の戦いと呼ばれる戦いの場となり、これによってオスマン帝国によるバルカン半島統治の終焉を決定づけた。峠の近くのシプカ村にはロシア正教会の聖堂があり、これは峠の戦闘で死去したロシア帝国やブルガリアの兵士に捧げられたものである。